# سرجس أجرد
سرجس أجرد (الاسم العلمي: Sargassum muticum) هو نوع من الطلائعيات يتبع جنس السرجس من فصيلة السرجسية.